# Septeuil
Septeuil [sɛptœj] est une commune française située dans le département des Yvelines en région Île-de-France.

## Géographie

### Situation
La commune de Septeuil se trouve à environ 14 kilomètres au sud de Mantes-la-Jolie et environ 16 kilomètres au nord de Houdan dans la vallée du ru de Flexanville au point de confluence avec la Vaucouleurs. Le bourg est construit au creux de la vallée, entre 60 et 70 mètres d'altitude, le territoire communal débordant au sud-est et au sud-ouest sur le plateau agricole du Mantois à 120-140 mètres d'altitude.
Le territoire est très majoritairement (84 %) rural et boisé à environ 25 %, essentiellement en fond de vallée. L'habitat, concentré dans le bourg est principalement constitué d'habitations individuelles.

### Hameaux de la commune
- Les Plains, petit lotissement d'environ 20 pavillons,
- le Pré Saint Wandrille ,
- les Bilheux,
- les Gredeux,
- la Pierre Bât,
- la Tournelle,
- les Groux,
- Dancourt,
- les Graviers,
- Saint Corentin.

### Communes voisines
Les communes sont au nord-est Arnouville-lès-Mantes, à l'est Saint-Martin-des-Champs, au sud Prunay-le-Temple, au sud-ouest Mulcent, à l'ouest Courgent, au nord-ouest Boinvilliers et au nord Rosay.

### Transports et voies de communications

#### Réseau routier
Septeuil se trouve au carrefour des routes départementales D 11 et D 983. La première orientée est-ouest la relie à Thoiry à l'est et à Bréval à l'ouest, tandis que la seconde, orientée nord-sud et axe principal de la circulation la relie à Mantes-la-Jolie au nord et à Houdan au sud. La RD 983 a été déviée il y a quelques années pour éviter le centre-ville encombré de Septeuil.

#### Bus
La commune est desservie par les lignes 5332 et 7806 (anciennement 60) du réseau de bus Centre et Sud Yvelines et depuis 2024 elle est également desservie par la ligne 7825 du réseau de bus Mantois.

#### Sentier de randonnée
Le sentier de grande randonnée GR 11 (tour de l'Île-de-France) traverse la commune dans sa partie ouest.

### Climat
Pour des articles plus généraux, voir Climat de l'Île-de-France et Climat des Yvelines.
En 2010, le climat de la commune est de type climat océanique dégradé des plaines du Centre et du Nord, selon une étude du CNRS s'appuyant sur une série de données couvrant la période 1971-2000. En 2020, Météo-France publie une typologie des climats de la France métropolitaine dans laquelle la commune est exposée à un climat océanique et est dans la région climatique  Sud-ouest du bassin Parisien, caractérisée par une faible pluviométrie, notamment au printemps (120 à 150 mm) et un hiver froid (3,5 °C). 
Pour la période 1971-2000, la température annuelle moyenne est de 10,6 °C, avec une amplitude thermique annuelle de 14,3 °C. Le cumul annuel moyen de précipitations est de 670 mm, avec 10,9 jours de précipitations en janvier et 8,1 jours en juillet. Pour la période 1991-2020, la température moyenne annuelle observée sur la station météorologique la plus proche, située sur la commune de Magnanville à 8 km à vol d'oiseau, est de 11,6 °C et le cumul annuel moyen de précipitations est de 641,5 mm,. Pour l'avenir, les paramètres climatiques de la commune estimés pour 2050 selon différents scénarios d'émission de gaz à effet de serre sont consultables sur un site dédié publié par Météo-France en novembre 2022.

## Urbanisme

### Typologie
Au 1er janvier 2024, Septeuil est catégorisée bourg rural, selon la nouvelle grille communale de densité à sept niveaux définie par l'Insee en 2022.
Elle appartient à l'unité urbaine de Septeuil, une agglomération intra-départementale regroupant deux  communes, dont elle est ville-centre,,. Par ailleurs la commune fait partie de l'aire d'attraction de Paris, dont elle est une commune de la couronne,. Cette aire regroupe 1 929 communes,.

## Toponymie
Le nom de la localité est attesté sous les formes Septogilo et Septoglia en 829, Septoilum au IXe siècle, Septolia au XIIIe siècle.
Du mot latin Saeptum (clos),, Septeuil (septum + ialo, « clairière du clos »).

## Histoire

### Héraldique
| Armes de Septeuil | Les armes de Septeuil se blasonnent ainsi : De gueules au pairle d'hermine, au chef d'azur chargé de trois fleurs de lys d'or. |

### Historique
- Un sanctuaire de sources (nymphée) d'époque gallo-romaine (Ier siècle apr. J.-C.) a été découvert à Septeuil en 1984. Des éléments de construction gallo-romains ont été mis au jour lors des travaux de réalisation d’une déviation routière (RD 983), à l’emplacement d’un ancien bras de la Vaucouleurs[18]. Il est lié au culte de l'eau. Il a été remplacé au IVe siècle par un sanctuaire dédié au dieu Mithra.
- Une ancienne abbaye bénédictine a été fondée par Philippe Auguste, l'abbaye Saint-Corentin-lès-Mantes en 1201 ; elle a disparu à la Révolution pour laisser place à un château construit au XIXe siècle[19]. Dans cette abbaye était enterrée Agnès de Méranie troisième épouse du roi Philippe II de France. Aujourd'hui, et depuis 2005, le château est scindé en deux parties : une maison de retraite et un accueil médical spécialisé.

## Politique et administration

### Liste des maires
| Période                                  | Période                   | Identité                    | Étiquette | Qualité                                                      |
| ---------------------------------------- | ------------------------- | --------------------------- | --------- | ------------------------------------------------------------ |
| Les données manquantes sont à compléter. |                           |                             |           |                                                              |
| ca. 1913                                 |                           | M. Parceau                  |           |                                                              |
| 1947                                     | 1953                      | Maurice Hamayon (1907-2003) |           | Instituteur puis dirigeant d'entreprise de transport         |
| Les données manquantes sont à compléter. |                           |                             |           |                                                              |
| 1971                                     | 1977                      | Maurice Hamayon (1907-2003) |           | Instituteur puis dirigeant d'entreprise de transport         |
| Les données manquantes sont à compléter. |                           |                             |           |                                                              |
| avant 2000                               | mars 2001                 | Denis Sauvin                |           | Président du Syndicat mixte de la rivière Vaucouleurs        |
| mars 2001                                | mars 2014                 | Yves Gouëbault              | DVD       | Retraité agricole, maire honoraire                           |
| mars 2014                                | En cours (au 23 mai 2020) | Dominique Rivière           | SE        | Commandant de police retraité Réélu pour le mandat 2020-2026 |

### Instances administratives et judiciaires
La commune de Septeuil appartient au canton de Bonnières-sur-Seine et est rattachée à la communauté de communes du pays Houdanais.
Sur le plan électoral, la commune est rattachée à la neuvième circonscription des Yvelines, circonscription à dominante rurale du nord-ouest des Yvelines.
Sur le plan judiciaire, Septeuil fait partie de la juridiction d’instance de Mantes-la-Jolie et, comme toutes les communes des Yvelines, dépend du tribunal de grande instance ainsi que de tribunal de commerce sis à Versailles,.

### Tendances politiques et résultats
| Scrutin             | Scrutin             | 1er tour | 1er tour  | 1er tour | 1er tour | 1er tour  | 1er tour | 1er tour | 1er tour  | 1er tour | 1er tour | 1er tour | 1er tour | 2d tour | 2d tour | 2d tour | 2d tour | 2d tour | 2d tour |
| Scrutin             | Scrutin             | 1er      | 1er       | %        | 2e       | 2e        | %        | 3e       | 3e        | %        | 4e       | 4e       | %        | 1er     | 1er     | %       | 2e      | 2e      | %       |
| ------------------- | ------------------- | -------- | --------- | -------- | -------- | --------- | -------- | -------- | --------- | -------- | -------- | -------- | -------- | ------- | ------- | ------- | ------- | ------- | ------- |
| Présidentielle 2017 | Présidentielle 2017 |          | LR        | 28,65    |          | EM        | 22,35    |          | FN        | 20,67    |          | LFI      | 12,53    |         | EM      | 63,67   |         | FN      | 36,33   |
| Présidentielle 2022 | Présidentielle 2022 |          | LREM      | 31,33    |          | RN        | 22,56    |          | LFI       | 16,46    |          | REC      | 7,77     |         | LREM    | 61,29   |         | RN      | 38,71   |
| Législatives 2022   | 9e                  |          | MoDem-Ens | 30,62    |          | RN        | 24,44    |          | LFI-Nupes | 18,64    |          | LR       | 10,25    |         | MoDem   | 59,83   |         | RN      | 40,17   |
| Législatives 2024   | 9e                  |          | RN        | 36,36    |          | MoDem-Ens | 27,64    |          | PS-NFP    | 21,18    |          | LR       | 9,00     |         | RN      | 51,03   |         | PS      | 48,97   |

## Population et société

### Démographie

#### Évolution démographique
L'évolution du nombre d'habitants est connue à travers les recensements de la population effectués dans la commune depuis 1793. Pour les communes de moins de 10 000 habitants, une enquête de recensement portant sur toute la population est réalisée tous les cinq ans, les populations de référence des années intermédiaires étant quant à elles estimées par interpolation ou extrapolation. Pour la commune, le premier recensement exhaustif entrant dans le cadre du nouveau dispositif a été réalisé en 2006.

En 2022, la commune comptait 2 234 habitants, en évolution de −4,69 % par rapport à 2016 (Yvelines : +2,72 %, France hors Mayotte : +2,11 %).
| 1793  | 1800  | 1806  | 1821  | 1831  | 1836  | 1841  | 1846  | 1851  |
| ----- | ----- | ----- | ----- | ----- | ----- | ----- | ----- | ----- |
| 1 050 | 1 728 | 1 109 | 1 141 | 1 304 | 1 296 | 1 398 | 1 315 | 1 208 |

| 1856  | 1861  | 1866  | 1872  | 1876 | 1881 | 1886 | 1891 | 1896 |
| ----- | ----- | ----- | ----- | ---- | ---- | ---- | ---- | ---- |
| 1 200 | 1 173 | 1 130 | 1 050 | 987  | 937  | 912  | 915  | 888  |

| 1901 | 1906 | 1911 | 1921 | 1926 | 1931 | 1936  | 1946  | 1954  |
| ---- | ---- | ---- | ---- | ---- | ---- | ----- | ----- | ----- |
| 905  | 937  | 943  | 867  | 898  | 998  | 1 034 | 1 088 | 1 012 |

| 1962  | 1968  | 1975  | 1982  | 1990  | 1999  | 2006  | 2011  | 2016  |
| ----- | ----- | ----- | ----- | ----- | ----- | ----- | ----- | ----- |
| 1 121 | 1 135 | 1 543 | 1 813 | 1 945 | 2 046 | 2 073 | 2 225 | 2 344 |

| 2021  | 2022  | - | - | - | - | - | - | - |
| ----- | ----- | - | - | - | - | - | - | - |
| 2 272 | 2 234 | - | - | - | - | - | - | - |

#### Pyramide des âges
En 2018, le taux de personnes d'un âge inférieur à 30 ans s'élève à 33,2 %, soit en dessous de la moyenne départementale (38 %). À l'inverse, le taux de personnes d'âge supérieur à 60 ans est de 27,5 % la même année, alors qu'il est de 21,7 % au niveau départemental.
En 2018, la commune comptait 1 143 hommes pour 1 200 femmes, soit un taux de 51,22 % de femmes, légèrement inférieur au taux départemental (51,32 %).
Les pyramides des âges de la commune et du département s'établissent comme suit.
| Hommes | Classe d’âge | Femmes |
| ------ | ------------ | ------ |
| 0,5    | 90 ou +      | 2,8    |
| 6,7    | 75-89 ans    | 9,8    |
| 17,3   | 60-74 ans    | 17,6   |
| 21,5   | 45-59 ans    | 19,1   |
| 18,0   | 30-44 ans    | 20,0   |
| 13,7   | 15-29 ans    | 13,7   |
| 22,1   | 0-14 ans     | 17,0   |

| Hommes | Classe d’âge | Femmes |
| ------ | ------------ | ------ |
| 0,6    | 90 ou +      | 1,4    |
| 6      | 75-89 ans    | 7,8    |
| 13,5   | 60-74 ans    | 14,8   |
| 20,7   | 45-59 ans    | 20,1   |
| 19,6   | 30-44 ans    | 19,9   |
| 18,5   | 15-29 ans    | 16,8   |
| 21,2   | 0-14 ans     | 19,2   |

## Économie

### Activité économique général
Au 31 décembre 2017 et selon les rapport de l'INSEE  , la commune de Septeuil comptait 150 entreprises actives dans les activités marchandes ( biens/services )  hors secteur agricoles . Ce nombre a augmenté au fil des année , atteignant environ 430 entreprises en 2025,  reflètent une croissance continu du tissu économique local . 
Les secteurs d'activités de la commune les plus représentés incluent la location/achat de bien immobilier , les services personnels , ainsi que les activités liées à la santé . 

### Commerces et services
Le centre-bourg de Septeuil offre une variété de commerces et services de proximité ;
( toute les entreprises mentionnées ci-dessous sont en fonctionnement à l'heure de l'écriture de cette section , 29/05/2025
Cette liste est en aucun cas exaustive , et peut être élargie ou réduite au fur et a mesure de l'évolution de la commune )

#### Commerces alimentaires
- Un Supermarché  est situé au 10 place de la Mairie Louis Fouché , offrant une large gamme variée de produit alimentaires et de première nécessité . 
- Une boulangerie-pâtisserie est situé 14 rue Fernand Bréan proposant pain , pâtisserie ou autre viennoiserie .
- Non loin de la boulangerie se trouve au 17 rue Fernand Bréan , une fromagerie offrant une sélection variée de fromages et de produit d'épicerie fine .
- Une enseigne d'épicerie fine ( supérette ) situé 4 rue Fernand Bréan .
- Pour complétée vos achat , un caviste située au 7 rue George Duhamel ( en face de l'église du village ) propose une sélection de vin et spiritueux . 

#### Services de restauration
1-  12 rue Maurice Cléret , petit bistrot proposant des plats de la cuisine Française et Mexicaine .
2-  44 route de Mantes  , Ancien relai avec deux salles et une terrasse , proposant une cuisine traditionnelle Française .
3-  12 place de Verdun , Service de pizzeria à emporté , cuisine italienne .
4-  Place de la Mairie Louis Fouché , Service de restauration rapide ( Kebabs , Tacos , burgers ) .
5 -  4 rue Georges Duhamel , enseigne de Pizzeria avec service de livraison .
6-  7 rue Maurice Cléret  , Café/Bar Tabac  proposant des services de petit déjeuner , déjeuner , dîner .

#### Services de santé
- Une nouvelle Pharmacie construite en 2024/2025 est présente rue Contaminé pour la délivrance de médicaments et de conseil de santé .
- Un centre médical es placé 9 rue de Houdan offrant une large gamme de service de santé et à la personne : Sophrologue/Ostéopathe/Orthophoniste/Pédicure - Podologue/Psychologue.
- Un cabinet médical est situé au 1 Côte Guépin et emploi plusieurs médecins généralistes ( proposant des consultations sur place ou en vidéo ) .
- Enfin , concernant la santé de votre/vos animaux de compagnie , une clinique vétérinaire implanté au 24 rue de Houdan , et offrant une gamme complète de soin pour les animaux : ( Chirurgies générales , vaccination , conseil nutrition ... ) .

#### Service à la personne
- La commune de Septeuil accueil plusieurs salon de coiffures mixtes: situé 15 rue George Duhamel ,au 1 rue de la Fontaine et au 1 rue Contaminé , proposant des coupes , colorations et coiffures pour Femmes , Hommes et enfants .
- La commune de Septeuil accueil plusieurs instituts de beauté : situé 10 rue Fernand Bréan, au 22 place de l'église et au 2 rue de Mantes proposant des prestation variées ( soin du visage personnalisés, beauté des mains et pieds , massage , pose de vernis ... ) 
- Un opticien Lunetier situé 5 place de Verdum propose à la vente des lunettes/Montures , des lentilles de contacts , ainsi qu'a la possibilité de vous les réparé . 

#### Service Automobile
- Une station essence intégré au supermarché et situé proche de la place de la Mairie ( 10 , place de la Mairie ) est ouverte 24h/24 , elle offre ainsi une solution pratique pour les habitant et visiteurs souhaitant faire le plein en centre-ville . 
- La commune de Septeuil Dispose de deux complexe pour l'entretien de votre véhicule : Un centre de contrôle technique situé 25 rue Fernand Bréan et un garage automobile localisée au 1 rue de l'Yveline . 

#### Activité économique et immobilière
- La commune de Septeuil dispose de plusieurs agence immobilières  : Situé au 17 rue George Duhamel , 1 rue Fernand Bréan et au 5 rue George Duhamel permettent de vous accompagner dans vos projets immobiliers à Septeuil et dans les environ . 
- Une agence du Crédit Agricole , offrant des services bancaires complet est situé au 6 rue Fernand Bréan à Septeuil et disposant d'un distributeur automatique disponible 24h/24 . 
- Enfin , Une office Notarial situé 4 place de la Mairie Louis Fouché , au coeur du centre-bourg dispose d'une gamme complète de services notariaux pris en charge par plusieurs notaires associer . 

### Entreprise industrielle notable
- Septeuil est pourvu d'une entreprise industrielle : Hafner Septeuil , spécialisée dans la fabrication de pâtisseries industrielles prêtes à garnir . Situé Route d'Orgerus , elle se spécialise dans la fabrication de biscuit , biscottes et pâtisseries de conservation . 

### Agriculture et Artisanat
L'économie locale comprend également des activité agricoles , telle que la culture de céréales , l'élevage de chevaux et la reproduction de plantes . L'artisanat est représenté par des métiers comme la bijouterie et l'art artisanal , la rénovation de meuble et les travaux de constructions . 

## Enseignement
La commune de Septeuil propose une école primaire ainsi qu'une école maternelle, toutes deux situées derrière la mairie. L'école primaire a pour collège de référence le collège Georges Pompidou d'Orgerus, et qui est lui même relié au Lycée Polyvalent Jean Monnet de La Queue-Les-Yvelines (ou La Queue-lez-Yvelines)
Le 29 février 2020, un nouveau restaurant scolaire est inauguré, le même jour que l'inauguration des plaques donnant aux écoles primaire et maternelle le nom de Maurice Hamayon, ancien maire de Septeuil, pour l'école primaire, et de Marguerite Duhamel, ancienne directrice de l'école.

## Sports
- Le 6 mars 2011, la commune a été traversée par la 1re étape de la course de cyclisme Paris-Nice 2011.
- Le 8 mars 2020, la commune a été traversée par la 1re étape de la course de cyclisme Paris-Nice 2020

## Lieux et monuments
- Château de Septeuil.

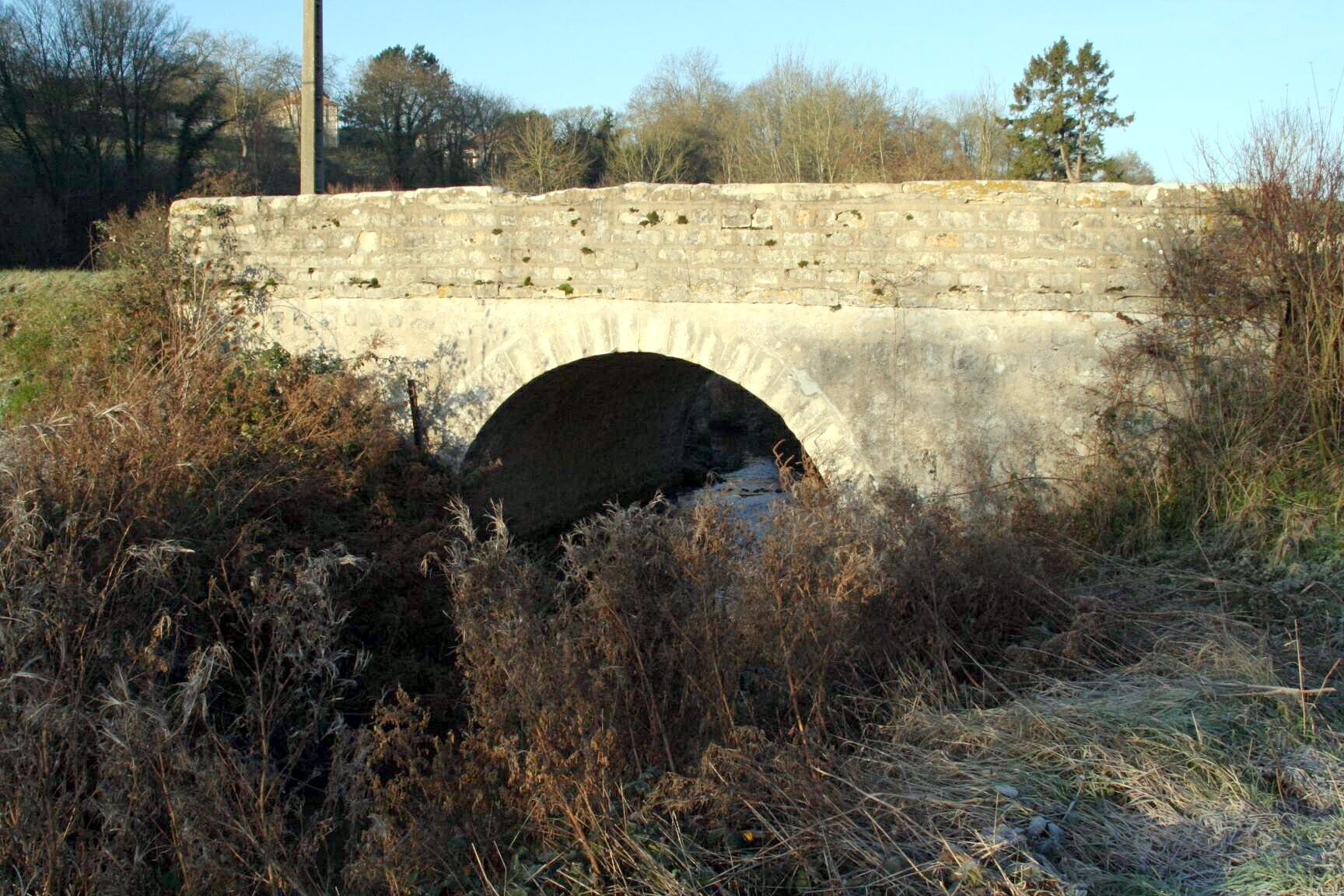
Pont ancien sur le ru de Flexanville.

- Église Saint-Nicolas : ancienne chapelle du XIIIe siècle transformée au XIXe.
- Ancien pont sur la Flexanville emprunté autrefois par une voie romaine au sud du village.
- Nymphée gallo-romain : site archéologique situé au confluent de la Flexanville et de la Vaucouleurs, fouillé dans les années 1980.
- Ancienne abbaye de Saint-Corentin détruite pendant la Révolution.
- Parc de jeu Henri Cuq
- Terrain de pétanque Gérard Lepore

## Particularité
La dictée des bourses nationales, de 1931, a été tirée d'un texte de Georges Duhamel : La petite patrie. Nous passions à Septeuil des vacances qui, d'aventure pouvaient durer...

## Activités festives
COMi7, comité des fêtes de Septeuil, créé en 2010, compte aujourd’hui plus de 25 membres. Chaque année, l'association organise une dizaine d’évènements dans le village : boom ado, spectacle de Noël, chasse aux œufs de Pâques, rallye auto, kermesse rurale, loto et foire-à-tout, et en octobre de grandes soirées spectacles comme la soirée tahitienne en 2001.

## Personnalités liées à la commune
- Joseph Germiot, homme politique né le 17 novembre 1736 à Septeuil (Seine-et-Oise) et décédé à une date inconnue.
- La famille paternelle de l'écrivain Georges Duhamel (fils de Pierre-Émile Duhamel né à Septeuil en 1849 et enterré dans le caveau familial en 1928[36]) est originaire de Septeuil, où enfant ce dernier réside durant les vacances et décrira plus tard son attachement à cette « terre d'Île-de-France[37] ».
- Raoul Henri Clément Auguste Antoine Marquis, dit Henry de Graffigny (1863-1934), polygraphe, a passé la fin de sa vie à Septeuil, où il est mort.
- Antoine Chintreuil (1814-1873), peintre paysagiste, a passé ses derniers jours et est enterré à Septeuil. Son disciple, Jean-Alfred Desbrosses (1835-1906), peintre, est enterré dans le même tombeau.
- Le comédien du cinéma muet Séverin-Mars (1873-1921) qui repose dans le petit cimetière de Septeuil.
- Max Decugis (1882-1978), champion olympique de tennis en double mixte en 1908, qui fut ensuite exploitant agricole à Septeuil.